# Naic
Naic is een gemeente in de Filipijnse provincie Cavite. Bij de laatste census in 2007 had de gemeente ruim 87 duizend inwoners.

## Geografie

### Bestuurlijke indeling
Naic is onderverdeeld in de volgende 30 barangays:
| - Bagong Karsada - Balsahan - Bancaan - Bucana Malaki - Bucana Sasahan - Capt. C. Nazareno - Calubcob - Palangue 2 & 3 - Gomez-Zamora - Halang - Humbac - Ibayo Estacion - Ibayo Silangan - Kanluran - Labac | - Latoria - Mabolo - Makina - Malainen Bago - Malainen Luma - Molino - Munting Mapino - Muzon - Palangue 1 - Sabang - San Roque - Santulan - Sapa - Timalan Balsahan - Timalan Concepcion |

## Demografie
Naic had bij de census van 2007 een inwoneraantal van 87.058 mensen. Dit zijn 14.375 mensen (19,8%) meer dan bij de vorige census van 2000. De gemiddelde jaarlijkse groei komt daarmee uit op 2,52%, hetgeen hoger is dan het landelijk jaarlijks gemiddelde over deze periode (2,04%). Vergeleken met de census van 1995 is het aantal mensen met 29.012 (50,0%) toegenomen.

De bevolkingsdichtheid van Naic was ten tijde van de laatste census, met 87.058 inwoners op 76,24 km², 1141,9 mensen per km².